# Marvin Hagler
Marvelous Marvin Nathaniel Hagler (Newark, 23 maggio 1954 – Bartlett, 13 marzo 2021) è stato un pugile e attore statunitense, campione del mondo dei pesi medi unanimemente riconosciuto dal 1980 al 1987.
Nel 1982, siccome i commentatori di boxe rifiutavano di chiamarlo con l'appellativo marvelous ("meraviglioso"), datogli dai suoi fan, cambiò legalmente il suo nome in Marvelous Marvin Hagler. La International Boxing Hall of Fame lo ha riconosciuto fra i più grandi pugili di ogni tempo.

## Gli inizi e la carriera dilettantistica
Hagler nasce il 23 maggio 1954 a Newark nel New Jersey, dove cresce allevato dalla sola madre. A seguito delle sommosse accadute a Newark nell'estate del 1967, la famiglia di Hagler si trasferisce a Brockton (Massachusetts), città natale dell'altrettanto celebre peso massimo Rocky Marciano. Qui nel 1969 il giovane Marvin conosce l'arte del pugilato presso la palestra dei fratelli Petronelli. Nel 1973 Hagler diviene il campione nazionale per la categoria 165 libbre con la vittoria su Terry Dobbs di Atlanta. In quell'occasione Hagler viene nominato il miglior pugile del torneo, vincendo quattro incontri, due dei quali per KO.

## Carriera professionistica
Nel 1973 passa al professionismo combattendo soprattutto nel Massachusetts e scalando rapidamente le classifiche. Per trovare avversari di livello, va a combattere contro i migliori pugili di Filadelfia, città con una grande tradizione per il pugilato negli Stati Uniti. Qui la carriera di Hagler ha un rallentamento a causa di due sconfitte ai punti contro Bobby Watts (il 13 gennaio 1976 allo Spectrum di Filadelfia) e contro Willie Monroe (il 9 marzo 1976 sempre allo Spectrum).
In questo periodo Hagler soffre vedendo pugili meno validi di lui avere occasioni di incontri validi per il titolo mondiale contro Carlos Monzón e Hugo Corro.
Tuttavia queste momentanee difficoltà servono a fortificare il carattere del giovane Hagler, che vendica rapidamente le due sconfitte battendo per KO nelle rivincite sia Monroe sia Watts. Hagler diviene un idolo sia per gli appassionati del Massachusetts sia per quelli di Filadelfia e viene notato dal promoter Bob Arum con il quale firma un contratto.
Da questo momento Hagler diviene per alcuni anni il numero 1 nella classifica degli sfidanti per il titolo mondiale dei pesi medi senza avere l'occasione di combattere per il titolo.

### Hagler-Antuofermo
Finalmente Hagler ha la sua occasione per il titolo mondiale dei pesi medi WBC e WBA e il 30 novembre 1979 incontra il campione Vito Antuofermo a Las Vegas. L'incontro diventa subito durissimo. Dopo 10 riprese Hagler conduce ma non riesce a finire l'avversario, si limita a gestire il match. Antuofermo ne approfitta per gettarsi coraggiosamente all'attacco nel tentativo di riaprire l'incontro. Alla fine la giuria emette un verdetto di parità (141-145, 144-142, 143-143) che consente ad Antuofermo di mantenere la cintura di Campione del Mondo. Dopo il match, Antuofermo fu costretto a sottoporsi a ben settanta punti di sutura per le ferite riportate. L'incontro è dichiarato Sorpresa dell'anno 1979 dalla rivista specializzata Ring Magazine. Hagler deve ancora attendere per il titolo mondiale.

### Campione del mondo
Alcuni mesi dopo Antuofermo perde il titolo con l'inglese Alan Minter. Hagler è il primo sfidante e sfida il campione in trasferta a Londra il 27 settembre 1980. Dopo avergli aperto una profonda ferita al sopracciglio già alla prima ripresa, lo statunitense batte il britannico per KOT al 3º round diventando così finalmente campione del mondo dei pesi medi per la WBC e la WBA.
Hagler difende il titolo in due incontri disputati al Garden di Boston contro il futuro campione dei supermedi Fulgencio Obelmejias (vittoria per KOT all'8º round) e contro l'ex-campione Vito Antuofermo. Il match termina con un verdetto in favore di Hagler per ferita al 5º round, quando il viso dell'italo-americano è divenuto una maschera di sangue.
Seguono altre vittoriose difese del titolo contro Mustafa Hamsho, William Lee, Obelmejias in una rivincita svoltasi a Sanremo in Italia, Tony Sibson.
Tutte vittorie ottenute per atterramenti prima del limite.
Il 27 maggio 1983 incontra Wilford Scypion e vince per KO alla 4ª ripresa nell'incontro inaugurale per l'attribuzione del titolo mondiale dei medi della nuova federazione IBF. Hagler, pertanto, aggiunge al suo palmares una nuova cintura e continua ad essere l'unico campione del mondo dei pesi medi, possedendo le cinture di tutte le federazioni internazionali riconosciute (WBC, WBA, IBF).

### Hagler-Durán
Il 10 novembre 1983 presso il Caesars Palace di Las Vegas, Hagler incontra Roberto Durán, il celebre campione panamense soprannominato "Mani di pietra". Durán è il primo sfidante al titolo di Hagler che riesce a concludere in piedi l'incontro dopo 15 round: Hagler mantiene il titolo con una vittoria ai punti con verdetto unanime sebbene di misura (144-142, 146-145, 144-143 i cartellini dei tre giudici). Anche se in evidente sovrappeso il pugile panamense fu l'unico dei 12 sfidanti a impensierire seriamente il Campione del Mondo dei medi. Hagler fu dichiarato Fighter of the year per il 1983 dalla rivista Ring Magazine.

### Hagler-Roldán
Il 30 marzo 1984 a Las Vegas c'è la difesa del titolo contro l'argentino Juan Domingo Roldán: Hagler vince per KOT al 10º round, tuttavia l'incontro rimane celebre perché Hagler subisce al primo round l'unico knockdown della sua carriera, anche se pare evidente che sia solo scivolato.

### Hagler-Hearns
Il 15 aprile 1985 Hagler difende le sue cinture contro Thomas Hearns per l'incontro che viene pubblicizzato dai media come The War ("La Guerra"). L'incontro, nonostante si sia risolto in tre round a favore di Hagler, viene ricordato come uno tra i più violenti e spettacolari tra pesi medi, anche per il valore dei due pugili. Hearns ebbe la meglio nel primo round sfruttando il suo gancio destro essendo dotato di superiore allungo rispetto ad Hagler più basso di statura. Tuttavia la differenza tra i due pugili fu la capacità di incassare i colpi: Hearns, di mascella più fragile rispetto ad Hagler, fu colpito con un largo destro e messo KO alla terza ripresa. Va ricordato che Thomas Hearns riportò una frattura alla mano destra nel primo round a seguito di un colpo fortissimo portato a segno e dovette quindi continuare il match utilizzando solo la mano sinistra per colpire l'avversario. Il match fu dichiarato fight of the year 1985 dalla rivista specializzata Ring Magazine e, nel 1996, fu inserito al 7º posto nella lista dei 100 più grandi combattimenti di tutti i tempi con titolo in palio. Hagler fu dichiarato Fighter of the year per il 1985.

### Marvelous vs The Beast (Hagler-Mugabi)
L'avversario successivo l'anno seguente diviene John Mugabi (soprannominato The Beast, "La Bestia") un pugile di origine ugandese che si presenta alla sfida con il campione con il record immacolato di 26 incontri vinti su 26 disputati, tutti incontri conclusi per atterramento dell'avversario prima del limite. L'incontro si svolge a Las Vegas il 10 marzo 1986 ed è passato alla storia come uno tra i più violenti incontri dell'epoca moderna della boxe: i due pugili si affrontano in una battaglia a chi picchia più duro arrivando a trascurare in alcuni momenti ogni tipo di difesa. Hagler vince, in quello che risulterà essere l'ultimo suo incontro vittorioso, per KO all'11º round.

### Hagler-Leonard: The Super Fight
Il 6 aprile 1987 Hagler incontra Sugar Ray Leonard in un match riconosciuto valido per il titolo dalla sola WBC. Perde l'incontro ai punti per decisione non unanime dei giudici. L'esito dell'incontro rimane molto controverso e fa discutere gli appassionati di pugilato ancora oggi. Alcuni sostengono che Hagler abbia patito in quell'incontro la tecnica sopraffina (per quanto anche Hagler non fosse poi da meno) e soprattutto la personalità di Leonard, ma di fatto pagò forse l'errore d'aver accettato un incontro sulle 12 riprese anziché sulle 15 ancora previste, distanza questa che lo avrebbe avvantaggiato. Le statistiche dell'incontro riportano che Leonard portò a segno 306 colpi contro i 291 di Hagler, a dimostrazione dell'estremo equilibrio tra i due pugili. Di fatto, Hagler non ha mai accettato il verdetto dell'incontro con Leonard, ritenendo la sconfitta immeritata e decidendo di conseguenza di abbandonare il pugilato definendosi stanco della politica che manovra lo sport. Ritirandosi, Hagler rinunciò a borse di milioni di dollari già prospettate dagli organizzatori americani che volevano lanciare una rivincita con Leonard. L'incontro fu dichiarato contemporaneamente combattimento dell'anno e Sorpresa dell'anno 1987 dalla rivista specializzata Ring Magazine e, nel 1996, fu inserito all'88º posto nella lista dei 100 più grandi combattimenti di tutti i tempi con titolo in palio.

## Risultati nel pugilato

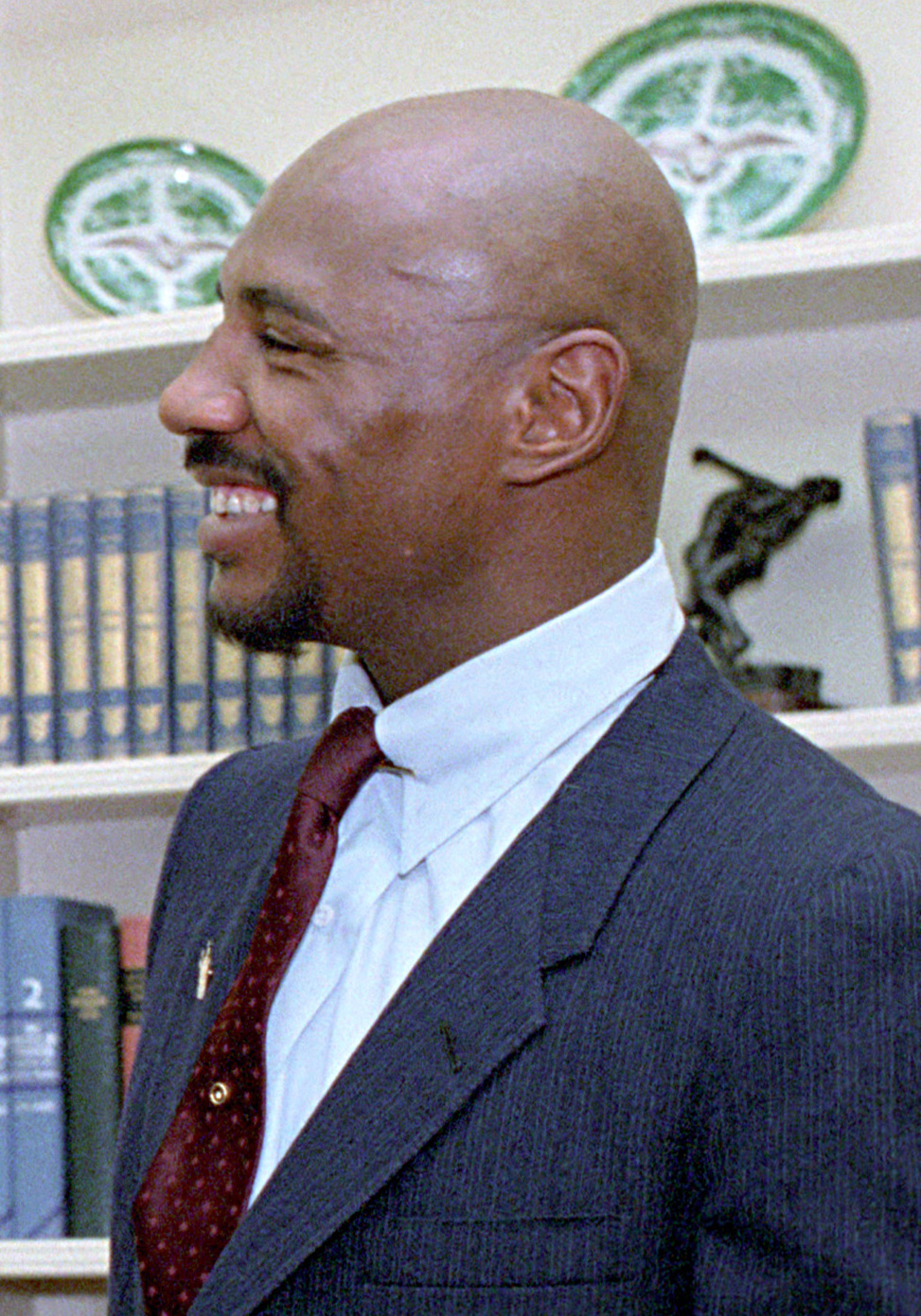
Marvin Hagler nel 1989

| N. | Risultato | Record | Avversario              | Tipo | Round, tempo  | Data              | Località                                                       | Note                                                                            |
| -- | --------- | ------ | ----------------------- | ---- | ------------- | ----------------- | -------------------------------------------------------------- | ------------------------------------------------------------------------------- |
| 67 | Sconfitta | 62-3-2 | Sugar Ray Leonard       | SD   | 12            | 6 aprile 1987     | Caesars Palace, Paradise, Nevada, U.S.                         | Perde titoli WBC, The Ring, e Lineare dei pesi medi                             |
| 66 | Vittoria  | 62–2–2 | John Mugabi             | KO   | 11 (12), 1:29 | 10 marzo 1986     | Caesars Palace, Paradise, Nevada, U.S.                         | Difende titoli WBA, WBC, IBF, The Ring, e Lineare dei pesi medi                 |
| 65 | Vittoria  | 61–2–2 | Thomas Hearns           | TKO  | 3 (12), 1:52  | 15 aprile 1985    | Caesars Palace, Paradise, Nevada, U.S.                         | Difende titoli WBA, WBC, IBF, The Ring, e Lineare dei pesi medi                 |
| 64 | Vittoria  | 60–2–2 | Mustafa Hamsho          | TKO  | 3 (15), 2:31  | 19 ottobre 1984   | Madison Square Garden, New York, New York, U.S.                | Difende titoli WBA, WBC, IBF, The Ring, e Lineare dei pesi medi                 |
| 63 | Vittoria  | 59–2–2 | Juan Roldán             | TKO  | 10 (15), 0:39 | 30 marzo 1984     | Riviera, Winchester, Nevada, U.S.                              | Difende titoli WBA, WBC, IBF, The Ring, e Lineare dei pesi medi                 |
| 62 | Vittoria  | 58–2–2 | Roberto Durán           | UD   | 15            | 10 novembre 1983  | Caesars Palace, Paradise, Nevada, U.S.                         | Difende titoli WBA, WBC, IBF, The Ring, e Lineare dei pesi medi                 |
| 61 | Vittoria  | 57–2–2 | Wilford Scypion         | KO   | 4 (15), 2:47  | 27 maggio 1983    | Civic Center, Providence, Rhode Island, U.S.                   | Difende titoli The Ring e Lineare dei pesi medi; Vince titolo IBF dei pesi medi |
| 60 | Vittoria  | 56–2–2 | Tony Sibson             | TKO  | 6 (15), 2:40  | 11 febbraio 1983  | Centrum, Worcester, Massachusetts, U.S.                        | Difende titoli WBA, WBC, The Ring, e Lineare dei pesi medi                      |
| 59 | Vittoria  | 55–2–2 | Fulgencio Obelmejias    | TKO  | 5 (15), 2:35  | 30 ottobre 1982   | Teatro Ariston, Sanremo, Italia                                | Difende titoli WBA, WBC, The Ring, e Lineare dei pesi medi                      |
| 58 | Vittoria  | 54–2–2 | William Lee             | TKO  | 1 (15), 1:07  | 7 marzo 1982      | Bally's Park Place, Atlantic City, New Jersey, U.S.            | Difende titoli WBA, WBC, The Ring, e Lineare dei pesi medi                      |
| 57 | Vittoria  | 53–2–2 | Mustafa Hamsho          | TKO  | 11 (15), 2:09 | 3 ottobre 1981    | Horizon, Rosemont, Illinois, U.S.                              | Difende titoli WBA, WBC, The Ring, e Lineare dei pesi medi                      |
| 56 | Vittoria  | 52–2–2 | Vito Antuofermo         | RTD  | 4 (15), 3:00  | 13 giugno 1981    | Boston Garden, Boston, Massachusetts, U.S.                     | Difende titoli WBA, WBC, The Ring, e Lineare dei pesi medi                      |
| 55 | Vittoria  | 51–2–2 | Fulgencio Obelmejias    | TKO  | 8 (15), 0:20  | 17 gennaio 1981   | Boston Garden, Boston, Massachusetts, U.S.                     | Difende titoli WBA, WBC, The Ring, e Lineare dei pesi medi                      |
| 54 | Vittoria  | 50–2–2 | Alan Minter             | TKO  | 3 (15), 1:45  | 27 settembre 1980 | Wembley Arena, Londra, Inghilterra                             | Vince titoli WBA, WBC, The Ring, e Lineare dei pesi medi                        |
| 53 | Vittoria  | 49–2–2 | Marcos Geraldo          | UD   | 10            | 17 maggio 1980    | Caesars Palace, Paradise, Nevada, U.S.                         |                                                                                 |
| 52 | Vittoria  | 48–2–2 | Bobby Watts             | TKO  | 2 (10)        | 19 aprile 1980    | Cumberland County Civic Center, Portland, Maine, U.S.          |                                                                                 |
| 51 | Vittoria  | 47–2–2 | Loucif Hamani           | KO   | 2 (10), 1:42  | 16 febbraio 1980  | Cumberland County Civic Center, Portland, Maine, U.S.          |                                                                                 |
| 50 | Pareggio  | 46–2–2 | Vito Antuofermo         | SD   | 15            | 30 novembre 1979  | Caesars Palace, Paradise (Nevada), U.S.                        | Per i titoli WBA, WBC, The Ring, e Lineare dei pesi medi                        |
| 49 | Vittoria  | 46–2–1 | Norberto Rufino Cabrera | TKO  | 8 (10)        | 30 giugno 1979    | Esplanade de Fontvieille, Monte Carlo, Monaco                  |                                                                                 |
| 48 | Vittoria  | 45–2–1 | Jamie Thomas            | TKO  | 3 (10), 2:38  | 26 maggio 1979    | Cumberland County Civic Center, Portland, Maine, U.S.          |                                                                                 |
| 47 | Vittoria  | 44–2–1 | Bob Patterson           | TKO  | 3 (10), 1:00  | 12 marzo 1979     | Civic Center, Providence, Rhode Island, U.S.                   |                                                                                 |
| 46 | Vittoria  | 43–2–1 | Sugar Ray Seales        | TKO  | 1 (10), 1:26  | 3 febbraio 1979   | Boston Garden, Boston, Massachusetts, U.S.                     |                                                                                 |
| 45 | Vittoria  | 42–2–1 | Willie Warren           | TKO  | 7 (10)        | 11 novembre 1978  | Boston Garden, Boston, Massachusetts, U.S.                     |                                                                                 |
| 44 | Vittoria  | 41–2–1 | Bennie Briscoe          | UD   | 10            | 24 agosto 1978    | Spectrum, Filadelfia, Pennsylvania, U.S.                       |                                                                                 |
| 43 | Vittoria  | 40–2–1 | Kevin Finnegan          | TKO  | 7 (10)        | 13 maggio 1978    | Boston Garden, Boston, Massachusetts, U.S.                     |                                                                                 |
| 42 | Vittoria  | 39–2–1 | Doug Demmings           | TKO  | 8 (10)        | 7 aprile 1978     | Grand Olympic Auditorium, Los Angeles, California, U.S.        |                                                                                 |
| 41 | Vittoria  | 38–2–1 | Kevin Finnegan          | TKO  | 9 (10)        | 4 marzo 1978      | Boston Garden, Boston, Massachusetts, U.S.                     |                                                                                 |
| 40 | Vittoria  | 37–2–1 | Mike Colbert            | TKO  | 12 (15)       | 26 novembre 1977  | Boston Garden, Boston, Massachusetts, U.S.                     | Vince il titolo vacante dei pesi medi del Massachusetts                         |
| 39 | Vittoria  | 36–2–1 | Jim Henry               | UD   | 10            | 15 ottobre 1977   | Marvel Gymnasium, Providence, Rhode Island, U.S.               |                                                                                 |
| 38 | Vittoria  | 35–2–1 | Ray Phillips            | TKO  | 7 (10), 1:11  | 24 settembre 1977 | Boston Garden, Boston, Massachusetts, U.S.                     |                                                                                 |
| 37 | Vittoria  | 34–2–1 | Willie Monroe           | TKO  | 2 (10), 1:46  | 23 agosto 1977    | Spectrum, Filadelfia, Pennsylvania, U.S.                       | Vince il titolo vacante North American dei pesi medi                            |
| 36 | Vittoria  | 33–2–1 | Roy Jones               | TKO  | 3 (10), 2:10  | 10 giugno 1977    | Civic Center, Hartford, Connecticut, U.S.                      |                                                                                 |
| 35 | Vittoria  | 32–2–1 | Reggie Ford             | KO   | 3 (10), 2:14  | 16 marzo 1977     | Boston Arena, Boston, Massachusetts, U.S.                      |                                                                                 |
| 34 | Vittoria  | 31–2–1 | Willie Monroe           | TKO  | 12 (12), 1:20 | 15 febbraio 1977  | John B. Hynes Memorial Auditorium, Boston, Massachusetts, U.S. |                                                                                 |
| 33 | Vittoria  | 30–2–1 | George Davis            | TKO  | 6 (10), 2:56  | 21 dicembre 1976  | John B. Hynes Memorial Auditorium, Boston, Massachusetts, U.S. |                                                                                 |
| 32 | Vittoria  | 29–2–1 | Eugene Hart             | RTD  | 8 (10)        | 14 settembre 1976 | Spectrum, Philadelphia, Pennsylvania, U.S.                     |                                                                                 |
| 31 | Vittoria  | 28–2–1 | DC Walker               | TKO  | 6 (10)        | 3 agosto 1976     | Schneider Arena, North Providence, Rhode Island, U.S.          |                                                                                 |
| 30 | Vittoria  | 27–2–1 | Bob Smith               | TKO  | 5 (10), 2:05  | 2 giugno 1976     | Roseland Ballroom, Taunton, Massachusetts, U.S.                |                                                                                 |
| 29 | Sconfitta | 26–2–1 | Willie Monroe           | UD   | 10            | 9 marzo 1976      | Spectrum, Filadelfia, Pennsylvania, U.S.                       |                                                                                 |
| 28 | Vittoria  | 26–1–1 | Matt Donovan            | TKO  | 2 (10), 2:40  | 7 febbraio 1976   | Boston Arena, Boston, Massachusetts, U.S.                      |                                                                                 |
| 27 | Sconfitta | 25–1–1 | Bobby Watts             | MD   | 10            | 13 gennaio 1976   | Spectrum, Filadelfia, Pennsylvania, U.S.                       |                                                                                 |
| 26 | Vittoria  | 25–0–1 | Johnny Baldwin          | UD   | 10            | 20 dicembre 1975  | John B. Hynes Memorial Auditorium, Boston, Massachusetts, U.S. |                                                                                 |
| 25 | Vittoria  | 24–0–1 | Lamont Lovelady         | TKO  | 7 (10)        | 30 settembre 1975 | Boston Garden, Boston, Massachusetts, U.S.                     |                                                                                 |
| 24 | Vittoria  | 23–0–1 | Jesse Bender            | KO   | 1 (10), 1:38  | 7 agosto 1975     | Exposition Building, Portland, Maine, U.S.                     |                                                                                 |
| 23 | Vittoria  | 22–0–1 | Jimmy Owens             | DQ   | 6 (10)        | 24 maggio 1975    | Brockton High School Gymnasium, Brockton, Massachusetts, U.S.  | Owens squalificato per ripetuti abbracci                                        |
| 22 | Vittoria  | 21–0–1 | Jimmy Owens             | SD   | 10            | 14 aprile 1975    | Boston Arena, Boston, Massachusetts, U.S.                      |                                                                                 |
| 21 | Vittoria  | 20–0–1 | Joey Blair              | KO   | 2 (10), 2:22  | 31 marzo 1975     | Harvard Club, Boston, Massachusetts, U.S.                      |                                                                                 |
| 20 | Vittoria  | 19–0–1 | Dornell Wigfall         | KO   | 6 (10), {1:25 | 15 febbraio 1975  | Brockton High School Gymnasium, Brockton, Massachusetts, U.S.  |                                                                                 |
| 19 | Vittoria  | 18–0–1 | DC Walker               | TKO  | 2 (10), 2:58  | 20 dicembre 1974  | Boston Garden, Boston, Massachusetts, U.S.                     |                                                                                 |
| 18 | Pareggio  | 17–0–1 | Sugar Ray Seales        | MD   | 10            | Nov 26, 1974      | Center Coliseum, Seattle, Washington, U.S.                     |                                                                                 |
| 17 | Vittoria  | 17–0   | George Green            | KO   | 1 (10), 0:30  | 16 novembre 1974  | Brockton High School Gymnasium, Brockton, Massachusetts, U.S.  |                                                                                 |
| 16 | Vittoria  | 16–0   | Morris Jordan           | TKO  | 4 (10), 2:20  | 29 ottobre 1974   | Brockton High School Gymnasium, Brockton, Massachusetts, U.S.  |                                                                                 |
| 15 | Vittoria  | 15–0   | Sugar Ray Seales        | UD   | 10            | 30 agosto 1974    | WNAC-TV Studio, Boston, Massachusetts, U.S.                    |                                                                                 |
| 14 | Vittoria  | 14–0   | Peachy Davis            | KO   | 1 (10), 1:00  | 13 agosto 1974    | Sargent Field, New Bedford (Massachusetts), U.S.               |                                                                                 |
| 13 | Vittoria  | 13–0   | Bobby Williams          | TKO  | 3 (10), 1:11  | 16 luglio 1974    | Boston Arena, Boston, Massachusetts, U.S.                      |                                                                                 |
| 12 | Vittoria  | 12–0   | Curtis Phillips         | TKO  | 5 (10)        | 30 maggio 1974    | Exposition Building, Portland, Maine, U.S.                     |                                                                                 |
| 11 | Vittoria  | 11–0   | James Redford           | TKO  | 2 (10)        | 4 maggio 1974     | Brockton High School Gymnasium, Brockton, Massachusetts, U.S.  |                                                                                 |
| 10 | Vittoria  | 10–0   | Tracy Morrison          | TKO  | 8 (10), 2:04  | 5 aprile 1974     | WNAC-TV Studio, Boston, Massachusetts, U.S.                    |                                                                                 |
| 9  | Vittoria  | 9–0    | Bob Harrington          | KO   | 5 (10), 2:00  | 5 febbraio 1974   | Boston Garden, Boston, Massachusetts, U.S.                     |                                                                                 |
| 8  | Vittoria  | 8–0    | James Redford           | KO   | 4 (8)         | 18 dicembre 1973  | John B. Hynes Memorial Auditorium, Boston, Massachusetts, U.S. |                                                                                 |
| 7  | Vittoria  | 7–0    | Manny Freitas           | TKO  | 1 (8), 1:33   | 6 dicembre 1973   | Exposition Building, Portland, Maine, U.S.                     |                                                                                 |
| 6  | Vittoria  | 6–0    | Cocoa Kid               | KO   | 2 (8)         | 17 novembre 1973  | Brockton, Massachusetts, U.S.                                  |                                                                                 |
| 5  | Vittoria  | 5–0    | Cove Green              | TKO  | 4 (8), 1:27   | 26 ottobre 1973   | Brockton High School Gymnasium, Brockton, Massachusetts, U.S.  |                                                                                 |
| 4  | Vittoria  | 4–0    | Dornell Wigfall         | PTS  | 8             | 6 ottobre 1973    | Brockton High School Gymnasium, Brockton, Massachusetts, U.S.  |                                                                                 |
| 3  | Vittoria  | 3–0    | Muhammed Smith          | KO   | 2 (6)         | 8 agosto 1973     | Boston Arena, Boston, Massachusetts, U.S.                      |                                                                                 |
| 2  | Vittoria  | 2–0    | Sonny Williams          | UD   | 6             | 25 luglio 1973    | Boston Arena, Boston, Massachusetts, U.S.                      |                                                                                 |
| 1  | Vittoria  | 1–0    | Terry Ryan              | KO   | 2 (4)         | 18 maggio 1973    | Brockton High School Gymnasium, Brockton, Massachusetts, U.S.  |                                                                                 |

## Caratteristiche tecniche
Da un punto di vista stilistico la boxe di Hagler era quella di un forte aggressore, focalizzata a mettere una costante e feroce pressione sull'avversario tramite continue e potenti raffiche di colpi. Caratteristica non comune però per un pugile con questo stile di combattimento era la sua capacità di esercitare efficacemente tale pressione tanto all'interno quanto all'esterno della guardia dell'avversario, grazie a un bagaglio tecnico tale da consentirgli di combattere indifferentemente con guardia destrorsa o mancina. Altra peculiarità di Hagler legata al suo notevole bagaglio tecnico era la sua capacità di eludere i colpi avversari che lo rendeva, nonostante il suo approccio solitamente molto aggressivo agli incontri, un bersaglio difficile da colpire. In aggiunta a questo, Hagler disponeva di una mascella solida che gli consentiva di incassare notevoli quantità di colpi: a riprova di questo è il fatto di aver subito un unico atterramento in carriera durante l'incontro con Juan Domingo Roldán, seppur dovuto con molta evidenza ad una scivolata e che Hagler ha più volte sminuito definendolo "un episodio senza importanza".

## Carriera cinematografica e televisiva
Durante e dopo la carriera pugilistica Hagler girò alcuni spot pubblicitari. In seguito si trasferì in Italia, a Rozzano, ed intraprese la carriera di attore, venendo accreditato come Marvelous Marvin Hagler. In particolare interpretò il personaggio di un marine nei film Indio ed Indio 2 - La rivolta. Nel 1997 fu al fianco di Terence Hill nel film Potenza virtuale.
Hagler svolse il ruolo di commentatore tecnico di pugilato per la televisione britannica.

## Vita privata
L'ex pugile dei mediomassimi Robbie Sims è il fratello di Hagler. Hagler ebbe cinque figli dalla sua prima moglie Bertha: Charelle, Celeste, James, Marvin Jr. e Gentry. Anche se possedeva una casa a Bartlett, New Hampshire, Hagler viveva abitualmente in Italia a Quinto de' Stampi, frazione del comune di Rozzano Nel maggio 2000, ha sposato in seconde nozze una ragazza italiana di nome Kay, a Pioltello.
Era un grande tifoso della Sampdoria.

### Morte
Il 13 marzo 2021, la moglie di Hagler, Kay, ha annunciato che era morto per cause naturali nella sua casa nel New Hampshire all'età di 66 anni. Suo figlio James ha detto che suo padre è stato portato in un ospedale del New Hampshire dopo aver avvertito dolori al petto e difficoltà respiratorie.

## Riferimenti nella cultura di massa
- Hagler si è dichiarato tifoso della Sampdoria.[23][24]
- Nel 2000 ha partecipato ad una puntata del programma Premiata Teleditta.
- Nell'estate del 2009 insieme ai ragazzi della Sportforma Boxe di Torino ha recitato la parte del narratore protagonista del documentario Il Cinema sul ring, prodotto da SkyCinema con la regia di Simone del Vecchio, dove racconta la relazione tra il pugilato e il mondo del cinema in 12 riprese costruite con ritagli di interviste a George Foreman, Hilary Swank, Sugar Ray Leonard, Laila Ali, Jake La Motta, Joyce Carol Oates, Will Smith, Sylvester Stallone, Talia Shire, Rino Tommasi, Emanuela Audisio, Nino Benvenuti e Francesco Salvi.